# Abdullah Al-Hashsash
Jassem Gaber (właśc. Abdulla Duaij Abdulla Khalifa Al-Hashsash; ar. عبدالله الحشاش; ur. 17 sierpnia 1992 w Ar-Rifa) – bahrajński piłkarz, występujący na pozycji napastnika w bahrajńskim klubie Al-Ahli Manama oraz w reprezentacji Bahrajnu. Uczestnik Pucharu Azji 2023.

## Mecze w reprezentacji
Na podstawie:

### Puchar Azji 2023
| Mecze i gole w reprezentacji podczas Pucharu Azji 2023 | Mecze i gole w reprezentacji podczas Pucharu Azji 2023 | Mecze i gole w reprezentacji podczas Pucharu Azji 2023 | Mecze i gole w reprezentacji podczas Pucharu Azji 2023 | Mecze i gole w reprezentacji podczas Pucharu Azji 2023 | Mecze i gole w reprezentacji podczas Pucharu Azji 2023 | Mecze i gole w reprezentacji podczas Pucharu Azji 2023 | Mecze i gole w reprezentacji podczas Pucharu Azji 2023 |
| Lp.                                                    | Data                                                   | Miasto                                                 | Przeciwnik                                             | Wynik                                                  | Gole                                                   | Inne                                                   | Faza rozgrywek                                         |
| ------------------------------------------------------ | ------------------------------------------------------ | ------------------------------------------------------ | ------------------------------------------------------ | ------------------------------------------------------ | ------------------------------------------------------ | ------------------------------------------------------ | ------------------------------------------------------ |
| 1.                                                     | 15.01.2024                                             | Doha                                                   | Korea Południowa                                       | 1:3 (0:1)                                              | 51'                                                    |                                                        | Faza grupowa                                           |
| 2.                                                     | 20.01.2024                                             | Doha                                                   | Malezja                                                | 1:0 (0:0)                                              |                                                        |                                                        | Faza grupowa                                           |
| 3.                                                     | 31.01.2024                                             | Doha                                                   | Japonia                                                | 1:3 (0:1)                                              |                                                        |                                                        | 1/8 finału                                             |

## Sukcesy
Na podstawie:
Brak ważniejszych osiągnięć.